# جين غاردام
جين غاردام (بالإنجليزية: Jane Mary Gardam) (ولدت في 11 يوليو 1928) هي كاتبة وقصاصة وروائية إنجليزية. كتبت للبالغين والأطفال. وحررت مقالات في صحف ذا سبيكتيتور وذا تيليغراف، وراديو بي بي سي. حصلت على العديد من الجوائز الأدبية، منها جائزة ويتبريد مرتين.

## من رواياتها
- الرب على الصخور
- ملكة الدف

## روابط خارجية
- جين غاردام على موقع IMDb (الإنجليزية)
- جين غاردام على موقع مونزينجر (الألمانية)
- جين غاردام على موقع ميوزك برينز (الإنجليزية)